# Martello Tower (Barbuda)

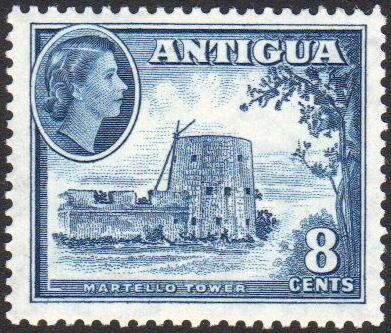
Postzegel van 8 cent met de Martello Tower

De Martello Tower is een martellotoren, een type verdedigingsfort, in het zuiden van het eiland Barbuda in Antigua en Barbuda. De 17 meter hoge toren is het hoogste gebouw van het eiland, en was een van de weinige gebouwen die in 2017 niet beschadigd was door orkaan Irma. Martello Tower ligt ten oosten van de veerboothaven van Barbuda aan de hoofdweg naar Codrington.

## Overzicht
De Martello Tower ligt ten noorden van het strand aan de River, een rivier die het grootste gedeelte van het jaar droog is. Rond 1745 was door Spanje een fort gebouwd op de locatie. De toren werd aan het begin van de 19e eeuw door de Britten gebouwd, en is vernoemd en gemodelleerd naar de Torra di Mortella in Corsica die in 1794 moeilijk te veroveren was. Boven op de toren zijn drie kanonnen geplaatst en er is een signaalpost waarmee berichten kunnen worden doorgegeven aan de 5 kilometer noordelijker gelegen hoofdplaats Codrington. De Martello Tower is in dienst geweest tot circa 1850. De toren is niet te beklimmen.

## River Beach
River Beach, het strand bij Martello Tower strekt zich uit tot Palmetto Point, en is periodiek roze gekleurd vanwege de aanwezigheid van foraminifera. Het strand heeft geen voorzieningen. Het water is rustig en geschikt om in te zwemmen.